# Semelaspidus artocarpi
Semelaspidus artocarpi är en insektsart som först beskrevs av Green 1896.  Semelaspidus artocarpi ingår i släktet Semelaspidus och familjen pansarsköldlöss. Inga underarter finns listade i Catalogue of Life.